# Mourioux-Vieilleville
Mourioux-Vieilleville é uma comuna francesa na região administrativa da Nova Aquitânia, no departamento de Creuse. Estende-se por uma área de 25,2 km². Em 2010 a comuna tinha 527 habitantes (densidade: 20,9 hab./km²).